# Cursa d'El Corte Inglés

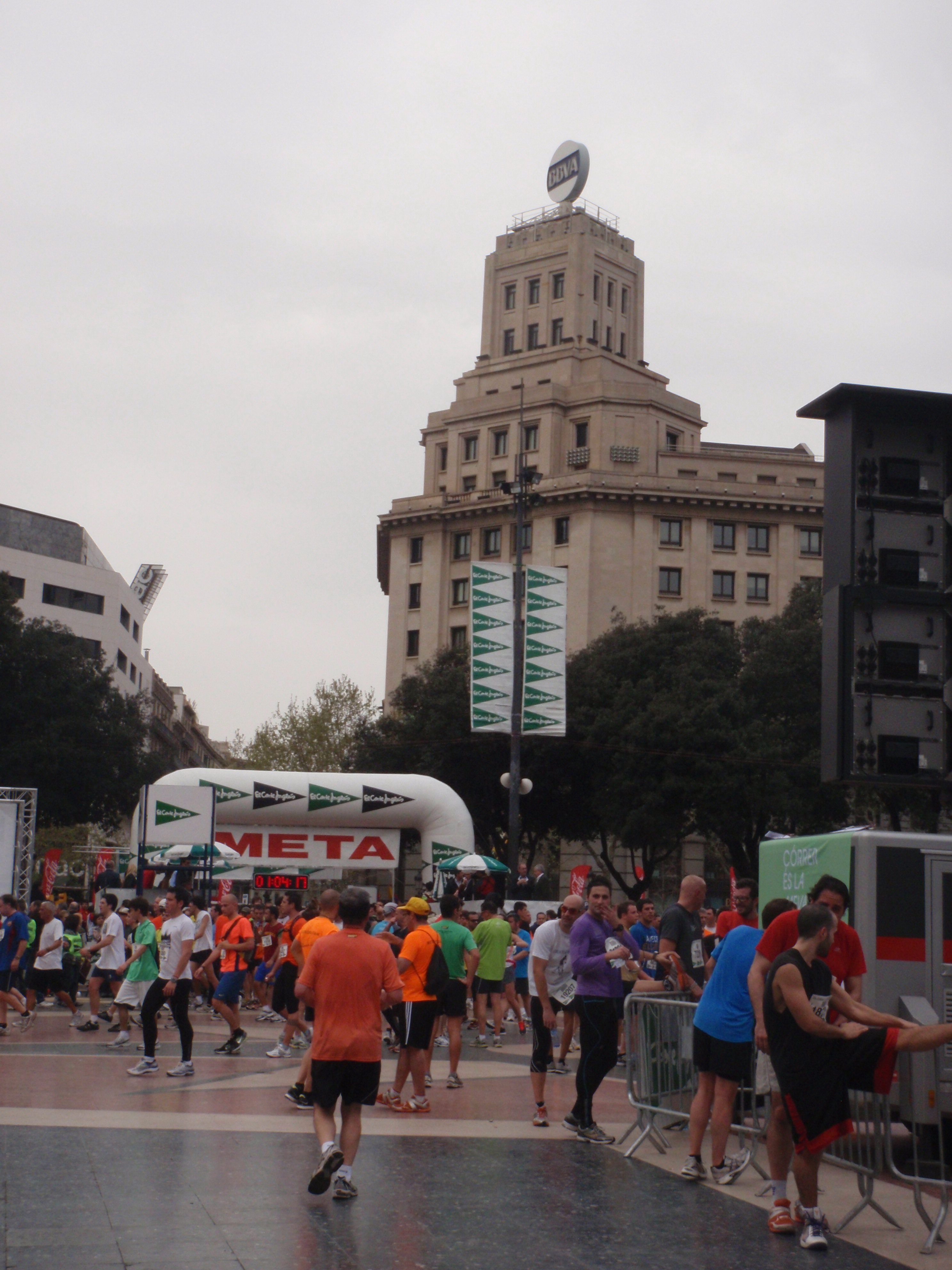
Arribada a la plaça de Catalunya, edició de 2011

La Cursa d'El Corte Inglés, és una cursa popular atlètica, d'inscripció gratuïta que es disputa anualment a la ciutat de Barcelona. Es disputa des de l'any 1979 en un circuit urbà i és organitzada per l'empresa El Corte Inglés, amb el suport de l'Ajuntament de Barcelona.
La cursa s'acostuma a disputar un diumenge d'abril o maig, sobre un traçat urbà d'11 quilòmetres pels carrers cèntrics de Barcelona. La sortida s'efectua a la confluència de Plaça Catalunya amb Passeig de Gràcia. A continuació s'enfila Passeig de Gràcia amunt, torçant pel carrer Aragó fins a plaça Espanya, d'on se surt cap a la muntanya de Montjuïc. Es travessa l'Estadi Olímpic Lluís Companys per l'interior i es torna a baixar la muntanya fins a Paral·lel, Ronda Sant Antoni, finalitzant de nou a la Plaça Catalunya.
La Cursa d'El Corte Inglés és una de les curses populars amb més participació del món. L'any 1994 hi van prendre part 109.457 atletes, actual rècord Guinness com a cursa atlètica amb més participants del món. L'edició del 2015 va veure la participació de 81.014 persones.

## Historial
| Edició | Any  | Participants | Vencedor masculí       | Temps  | Vencedor femení         | Temps  |
| ------ | ---- | ------------ | ---------------------- | ------ | ----------------------- | ------ |
| 42a    | 2022 | 21.016       | Dmitrijs Serjogins     | 29'00" | Meritxell Calduch Prat  | 32'33" |
| 41a    | 2019 | 46.283       | Mourad El Bannouri     | 32'15" | Miriam Ortiz Rivas      | 38'20" |
| 40a    | 2018 | 49.965       | Abderrahim El Jaafari  | 33'38" | Miriam Ortiz Rivas      | 38'23" |
| 39a    | 2017 | 58.870       | Nour Radouane          | 34'34" | Miriam Ortiz Rivas      | 38'53" |
| 38a    | 2016 | 64.556       | Mourad El Bannouri     | 33'55" | Miriam Ortiz Rivas      | 39'21" |
| 37a    | 2015 | 81.014       | Mohamed Benhmbarka     | 33'29" | Hasna Bahom             | 39'10" |
| 36a    | 2014 | --.---       | Abderrahim El Jaafari  | 32'38" | Hasna Bahom             | 39'24" |
| 35a    | 2013 | --.---       | Mohamed Benhmbarka     | 32'05" | Hasna Bahom             | 39'16" |
| 34a    | 2012 | --.---       | Abderrahim El Jaafari  | 32'43" | Raquel Parrado          | 39'46" |
| 33a    | 2011 | --.---       | Mohamed Benhmbarka     | 33'12" | Meritxell Calduch Prat  | 38'58" |
| 32a    | 2010 | 58.024       | Mohamed Benhmbarka     | 33'04" | Louise Brown            | 40'13  |
| 31a    | 2009 | 57.735       | Mohamed Benhmbarka     | 33'23" | Meritxell Calduch Prat  | 38'59" |
| 30a    | 2008 | 54.735       | Mohamed Benhmbarka     | 33'09" | Louise Brown            | 39'56  |
| 29a    | 2007 | 53.321       | Pol Guillén Duñó       | 33'11" | Louise Brawn            | 38'51" |
| 28a    | 2006 | 52.708       | Pol Guillén Duñó       | 33'11" | Isabel Eizmendi Pérez   | 39'23" |
| 27a    | 2005 | 54.803       | Pol Guillén Duñó       | 33'41" | Raquel Parrado          | 41'20  |
| 26a    | 2004 | 63.148       | Roger Roca Dalmau      | 40'17  | Isabel Eizmendi Pérez   | 46'00  |
| 25a    | 2003 | 62.414       | Víctor Morente         | 33'05  | Wahbi Kenza             | 37'35  |
| 24a    | 2002 | 50.643       | Francisco J. Caballero | 32'37  | Wahbi Kenza             | 38'18  |
| 23a    | 2001 | 51.144       | Driss Lakhouja         | 32'41  | Wahbi Kenza             | 38'37  |
| 22a    | 2000 | 56.414       | Driss Lakhouja         | 32'42  | Eva Sanz Sanz           | 38'22  |
| 21a    | 1999 | 54.152       | Pere Arco              | 32'53  | Eva Sanz Sanz           | 37'46  |
| 20a    | 1998 | 63.243       | Francisco J. Caballero | 32'04  | Eva Sanz Sanz           | 38'00  |
| 19a    | 1997 | 67.104       | Josep Mª Roselló       | 33'06  | Eva Sanz Sanz           | 38'57  |
| 18a    | 1996 | 75.248       | Juan Ramón Muñoz       | 33'48  | Carme Brunet Folch      | 39'31  |
| 17a    | 1995 | 87.411       | Juan Ramón Muñoz       | 33'22  | Núria Pastor Amorós     | 38'32  |
| 16a    | 1994 | 109.457      | F.Javier Cortés        | 33'55  | Núria Pastor Amorós     | 40'23  |
| 15a    | 1993 | 92.874       | Juan Ramón Muñoz       | 33'30  | Núria Pastor Amorós     | 39'28  |
| 14a    | 1992 | 76.414       | Joan Viudes            | 34'10  | Núria Pastor Amorós     | 39'46  |
| 13a    | 1991 | 60.632       | David Pujolar          | 35'02  | Núria Pastor Amorós     | 40'23  |
| 12a    | 1990 | 65.246       | Joan Viudes            | 34'58  | Marina Prat Vidal       | 40'47  |
| 11a    | 1989 | 60.487       | Joan Viudes            | 34'58  | Marina Prat Vidal       | 36'28  |
| 10a    | 1988 | 54.049       | Joan Viudes            | 31'37  | Marina Prat Vidal       | 36'14  |
| 9a     | 1987 | 55.312       | Federico Wilmot        | 32'00  | Joaquima Casas Carreras | 38'52  |
| 8a     | 1986 | 53.145       | Pere Casacuberta       | 32'33  | Joaquima Casas Carreras | 39'41  |
| 7a     | 1985 | 51.674       | Juan A. Balsera        | 31'33  | Joaquima Casas Carreras | 38'56  |
| 6a     | 1984 | 52.836       | Pere Casacuberta       | 29'52  | Montse Miralles         | 39'37  |
| 5a     | 1983 | 39.411       | Juan A. Balsera        | 29'43  | Joaquima Casas Carreras | 39'33  |
| 4a     | 1982 | 33.856       | Antonio Cánovas        | 30'01  | Juanita Cañadas         | 38'56  |
| 3a     | 1981 | 30.000       | J. M. Bartolomé        | 30'31  | Silvia Barrientos       | 40'28  |
| 2a     | 1980 | 24.953       | J. M. Bartolomé        | 35'11  | M. Reyes Sobrino        | 42'37  |
| 1a     | 1979 | 17.184       | Domingo Catalán        | 28'47  | Antonia Griñó           | 36'05  |